# Marimar Vega
Marimar Vega (Mexikóváros, Mexikó, 1983. augusztus 14. –) mexikói színésznő.

## Élete és pályafutása
1983. augusztus 14-én született Mexikóvárosban. Édesapja a színész Gonzalo Vega. Két testvére van, Zuria, aki szintén színésznő és Gonzalo. 17 évesen debütált a színpadon a Don Juan Tenorio című darabban, amelyben az édesapjával játszott együtt. Elvégezte a TV Azteca színészképzőjét, a Centro de Formación actoralt (CEFAC). 2003-ban megkapta Fedra szerepét a TV Azteca Enamórate című telenovellájában. 2010-ben a No sé si cortarme las venas o dejármelas largas című darabban együtt játszott testvérével, Zuriával.

## Filmográfia

### Telenovellák
- Enamórate (2003) ... Fedra
- Soñarás (2004) ... Susana
- Los Sánchez (2005) ... Pilar Manzini
- Amíg tart az élet (2007) ... Georgina "Gina" Montero
- Eternamente tuya (2009) ... Sara Castelán
- A császárnő (2011) ... Elisa Mendoza del Real
- Amor cautivo (2012) ... Alejandra Santacruz
- Las trampas del deseo (2013) ... Aura Luján Velázquez
- Silvana sin lana (2016) ... Stella Pérez

### Tévésorozatok
- Lo que la gente cuenta (2005) ... Bruja
- Lo que callamos las mujeres (2003) ... Viridiana
- La vida es una canción (2004) ... Azul
- Noche eterna (2008) ... Karen
- Capadocia 2. évad (2010) ... Gala

### Filmek
- Daniel y Ana (2009) ... Ana
- Amor, dolor y viceversa (2009)
- Ciudadano Buelna (2013)

### Színház
- Don Juan Tenorio (2000) ... Doña Inés
- Perras (2006) ... La Tora
- Fresas en Invierno (2008) ... Sofía
- Doce mujeres en pugna (2009) ... Marimar
- Cinco mujeres usando el mismo vestido (2010) ... Meredith
- No se si cortarme las venas o dejarmelas largas (2010)
- Aladino El Musical (2011)
- Un, dos, tres por mi y por todos mis amores (2012)

## Fordítás
- Ez a szócikk részben vagy egészben  a   Marimar Vega című angol Wikipédia-szócikk fordításán alapul.  Az eredeti cikk szerkesztőit annak laptörténete sorolja fel. Ez a jelzés csupán a megfogalmazás eredetét és a szerzői jogokat jelzi, nem szolgál a cikkben szereplő információk forrásmegjelöléseként.